# L'intrigo della lettera
L'intrigo della lettera è una farsa giocosa in un atto del compositore tedesco Johann Simon Mayr su libretto di Giuseppe Maria Foppa.
Fu rappresentata per la prima volta il 22 ottobre 1797 al Teatro San Moisè di Venezia. L'opera venne successivamente, nel 1798, messa in scena al Teatro San Carlos di Lisbona.

## Rappresentazione in tempi moderni
L'opera è stata riportata sulle scene il 19 novembre 1995, sotto la direzione di Roberto Rizzo Brignioli. Nell'occasione è stata effettuata la prima registrazione assoluta.